# Unteregg

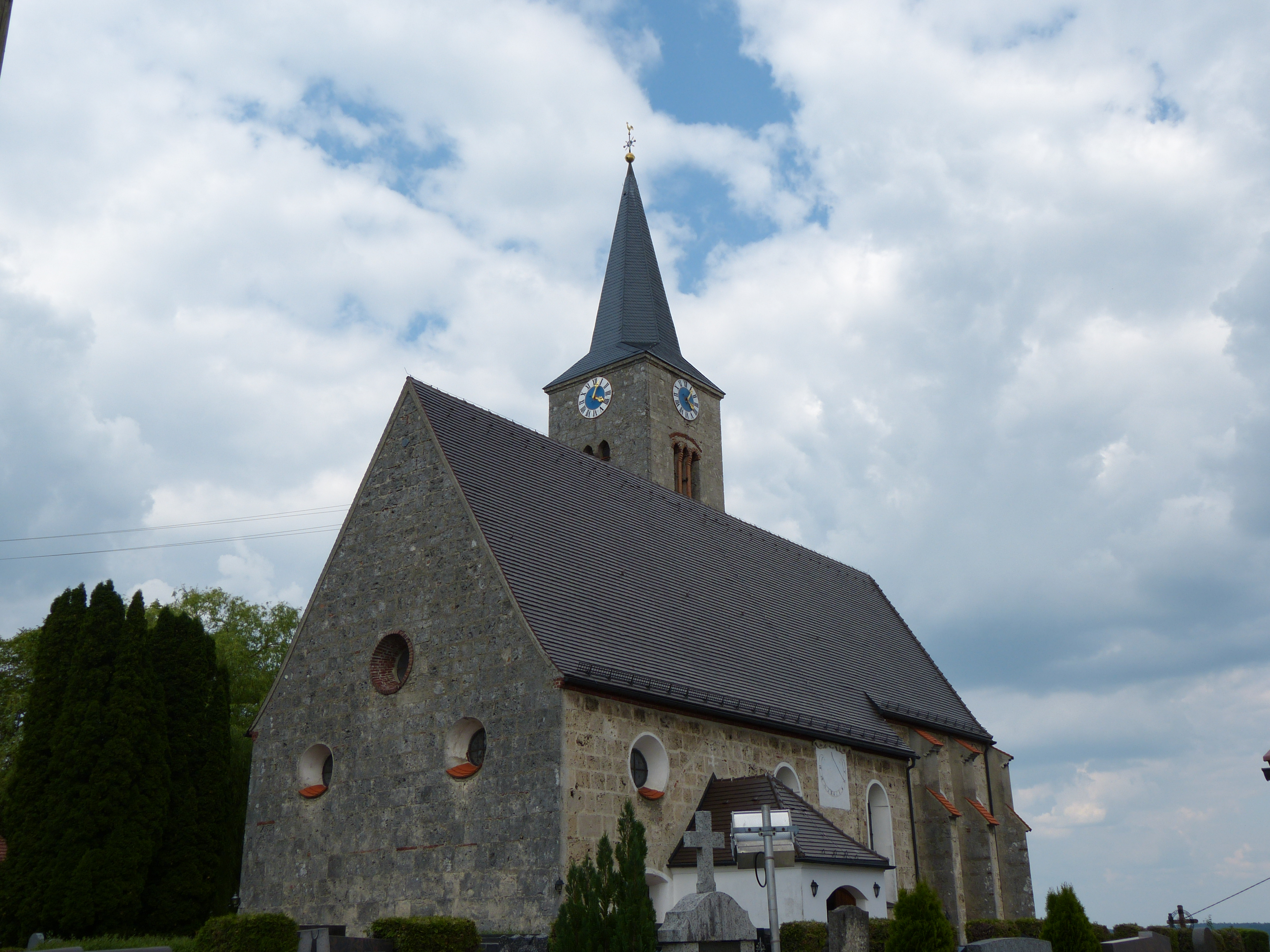
St. Martin in Unteregg

Unteregg ist eine Gemeinde im schwäbischen Landkreis Unterallgäu. Die Gemeinde ist Mitglied der Verwaltungsgemeinschaft Dirlewang.

## Geografie

### Lage
Unteregg liegt etwa 35 Kilometer südöstlich von Memmingen in der Region Donau-Iller in Mittelschwaben. Der niedrigste Punkt in der Gemeinde liegt mit 639 m ü. NHN nahe der Mindel an der Gemeindegrenze zum Markt Dirlewang, der höchste Punkt mit 767 m ü. NHN im Holzerwald, wo die Gemeinde an den Markt Rettenbach sowie im benachbarten Landkreis Ostallgäu an den Markt Ronsberg angrenzt.

### Gemeindegliederung
Das Gemeindegebiet besteht aus den Gemarkungen Unteregg, Oberegg und Warmisried.
Es gibt sieben Gemeindeteile (in Klammern ist der Siedlungstyp angegeben):
- Bittenau (Weiler)
- Eßmühle (Weiler)
- Oberegg (Kirchdorf)
- Rappen (Dorf)
- Schlottermühle (Einöde)
- Unteregg (Pfarrdorf)
- Warmisried (Pfarrdorf)

## Geschichte

### Bis zur Gemeindegründung
Unteregg gehörte zur Reichsabtei Ottobeuren. Bis Mitte des 18. Jahrhunderts lagen große Teile des heutigen Gemeindegebietes in der reichsritterschaftlichen Herrschaft Stein. Seit dem Reichsdeputationshauptschluss von 1803 gehört der Ort zu Bayern. Im Zuge der Verwaltungsreformen im Königreich Bayern entstand mit dem Gemeindeedikt von 1818 die heutige Gemeinde.

### Religionen
In Unteregg gibt es größtenteils Katholiken.

### Eingemeindungen
Am 1. Mai 1978 wurde die Gemeinde Unteregg durch den freiwilligen Zusammenschluss der Gemeinden Warmisried, Oberegg und Unteregg im Zuge der Gemeindegebietsreform neu gebildet.

### Einwohnerentwicklung
| Bevölkerungsentwicklung | Bevölkerungsentwicklung | Bevölkerungsentwicklung | Bevölkerungsentwicklung | Bevölkerungsentwicklung | Bevölkerungsentwicklung | Bevölkerungsentwicklung | Bevölkerungsentwicklung | Bevölkerungsentwicklung | Bevölkerungsentwicklung | Bevölkerungsentwicklung | Bevölkerungsentwicklung | Bevölkerungsentwicklung | Bevölkerungsentwicklung | Bevölkerungsentwicklung |
| ----------------------- | ----------------------- | ----------------------- | ----------------------- | ----------------------- | ----------------------- | ----------------------- | ----------------------- | ----------------------- | ----------------------- | ----------------------- | ----------------------- | ----------------------- | ----------------------- | ----------------------- |
| Jahr                    | 1961                    | 1970                    | 1987                    | 1991                    | 1995                    | 2000                    | 2005                    | 2010                    | 2011                    | 2012                    | 2013                    | 2014                    | 2015                    |                         |
| Einwohner               | 1229                    | 1193                    | 1218                    | 1290                    | 1335                    | 1351                    | 1348                    | 1404                    | 1368                    | 1348                    | 1365                    | 1349                    | 1361                    |                         |

Zwischen 1988 und 2018 wuchs die Gemeinde von 1246 auf 1394 um 148 Einwohner bzw. um 11,9 %.

## Politik

### Bürgermeisterin
Erste Bürgermeisterin ist seit 20. September 2007 Marlene Preißinger (Freie Wähler Bayern); diese wurde am 15. März 2020 mit 90,7 % der Stimmen für weitere sechs Jahre gewählt.

### Gemeinderat
Die Wahl am 15. März 2020 hatte folgendes Ergebnis:
- Freie Wählergruppe Warmisried: 5 Sitze (41,2 %)
- Bürgerblock Oberegg: 4 Sitze (30,0 %)
- Wählergemeinschaft Unteregg: 3 Sitze (28,9 %)

Gegenüber der Wahl von 2014 musste der Bürgerblock Oberegg ein Mandat an die Freie Wählergruppe Warmisried abgeben.

### Wappen
| Wappen von Unteregg | Blasonierung: „Unter silbernem Schildhaupt, darin ein roter Balken, durch eine eingeschweifte silberne Spitze, darin ein blaues Ulrichskreuz, gespalten. Vorne in Schwarz eine goldene Rosette, hinten in Blau eine goldene Bügelkrone mit roten Steinen.“ |
| Wappen von Unteregg | Wappenbegründung: Das Gemeindegebiet lag bis zum 18. Jahrhundert überwiegend in der reichsritterschaftlichen Herrschaft Stein. Teile der Herrschaft, darunter Unteregg und Oberegg, wurden 1757 vom Kloster Ottobeuren erworben, aus dessen Wappen die Rosette im vorderen Teil des Gemeindewappens stammt. Die Krone verweist auf das Patrozinium „Patrona Bavariae“ der Kirche in Oberegg, das Ulrichskreuz auf die Ulrichskirche im Ortsteil Warmisried. Der rote Balken im Schildhaupt erinnert an die alte Salzstraße mit Maut, die durch das Gemeindegebiet führte. Der Entwurf und die Gestaltung des Wappens stammt vom Freisinger Theodor Goerge. Das Wappen wurde am 28. August 1985 durch Bescheid der Regierung von Schwaben genehmigt. |

### Flagge
Eine Flagge in weiß-blau-weiß mit dem aufgelegten Gemeindewappen wurde 1985 zwar genehmigt, wird jedoch nicht verwendet.

### Gemeindepartnerschaften
Partnergemeinde ist Emmelsbüll in Nordfriesland.

## Sehenswürdigkeiten

### Baudenkmäler
In Unteregg befindet sich die Kirche St. Martin aus der zweiten Hälfte des 15. Jahrhunderts.

### Bodendenkmäler

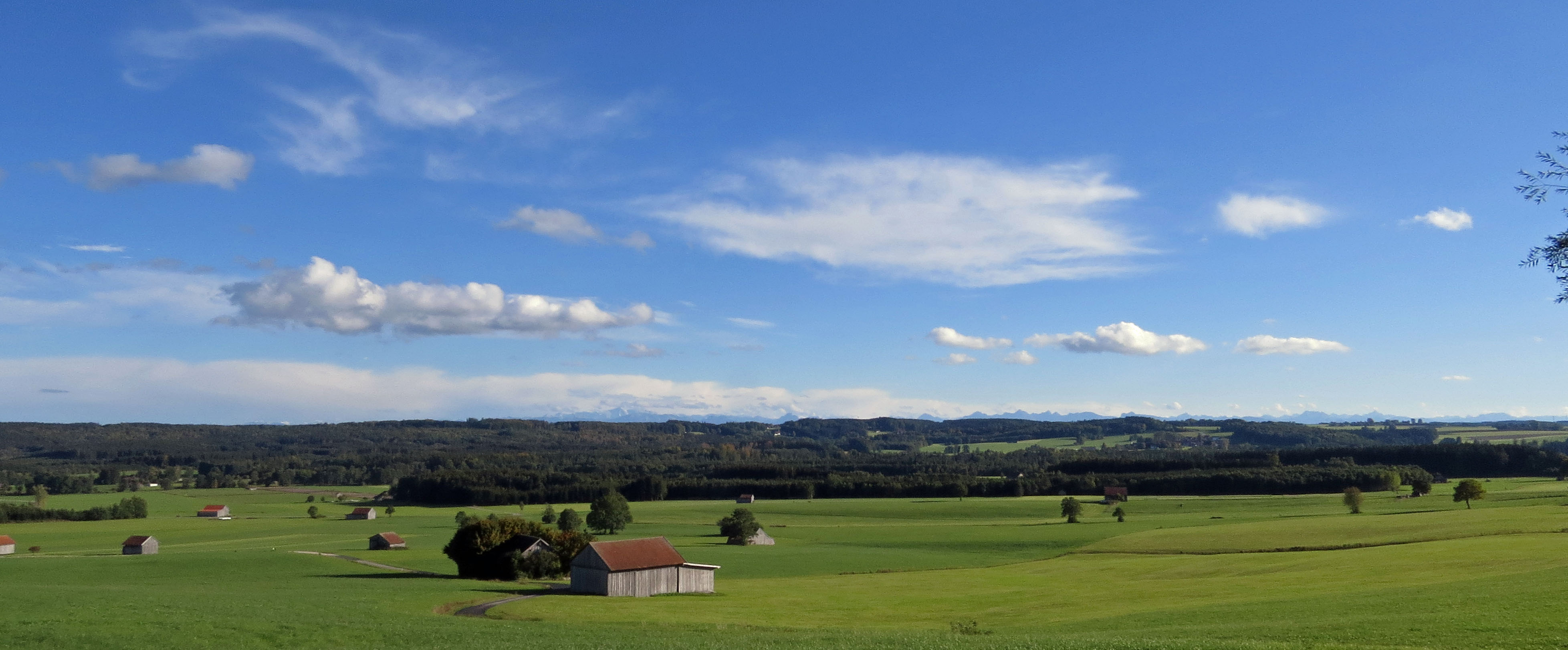
Mindeltal bei Oberegg mit Alpenpanorama
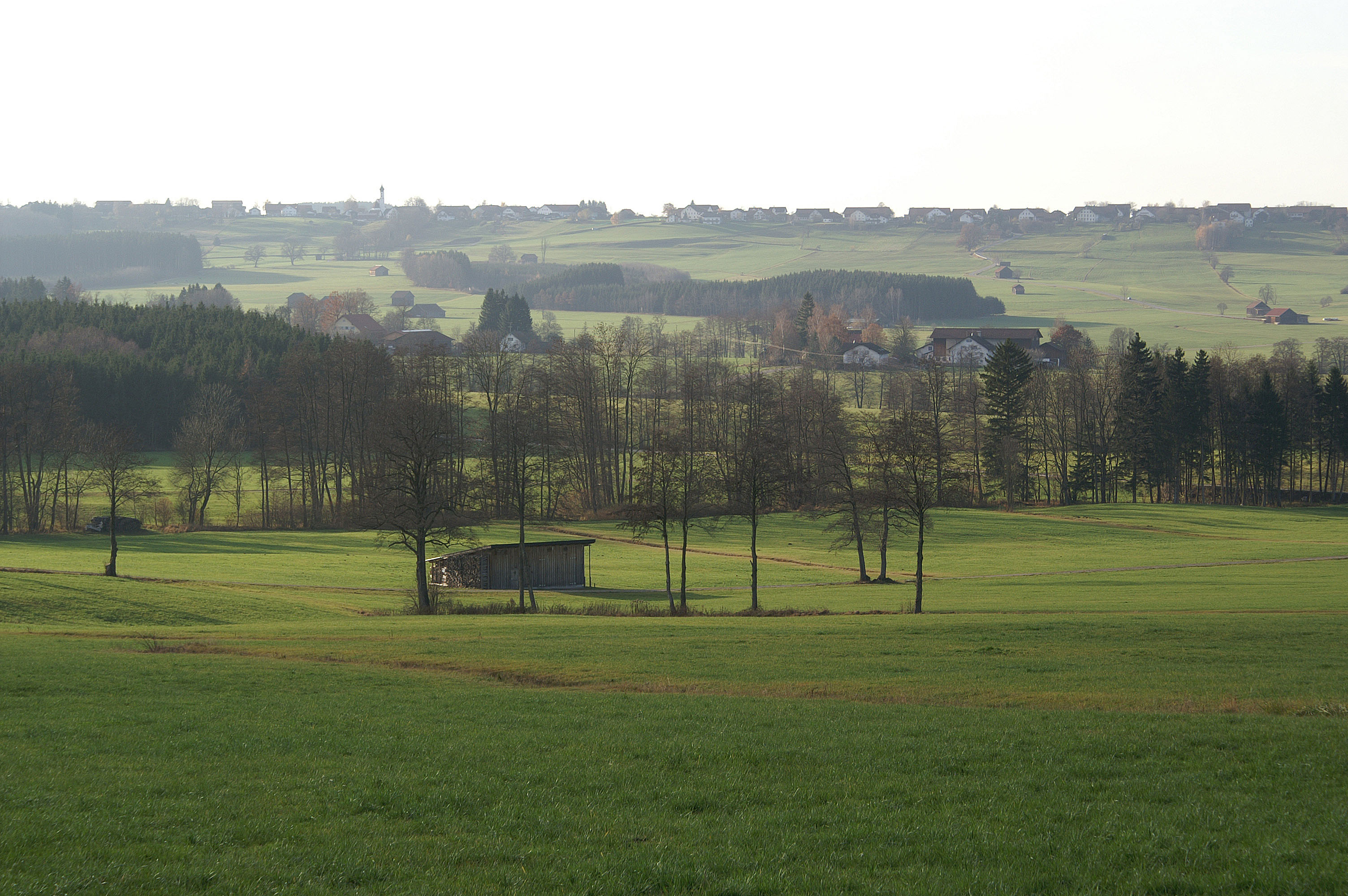
Mindeltal mit Oberegg
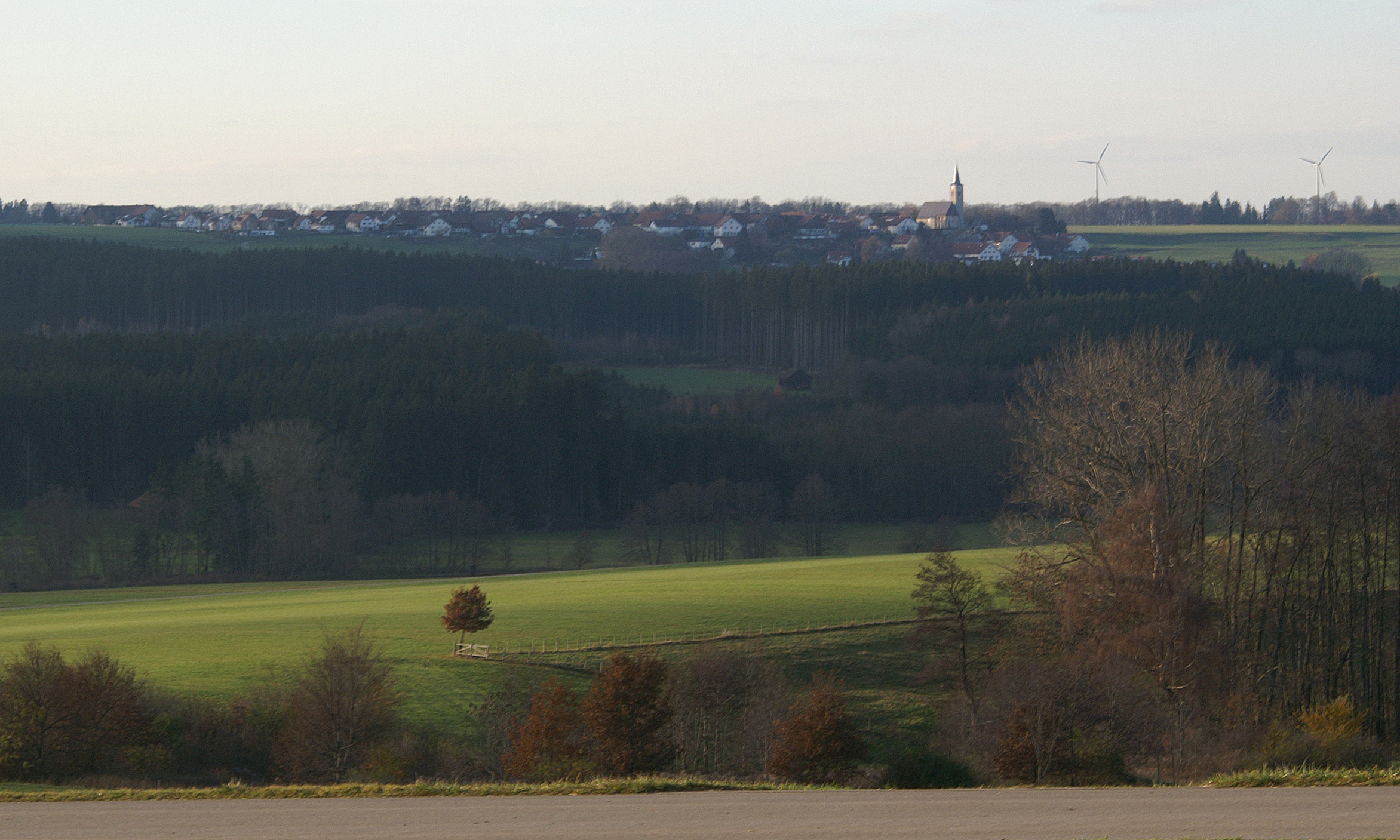
Mindeltal mit Unteregg
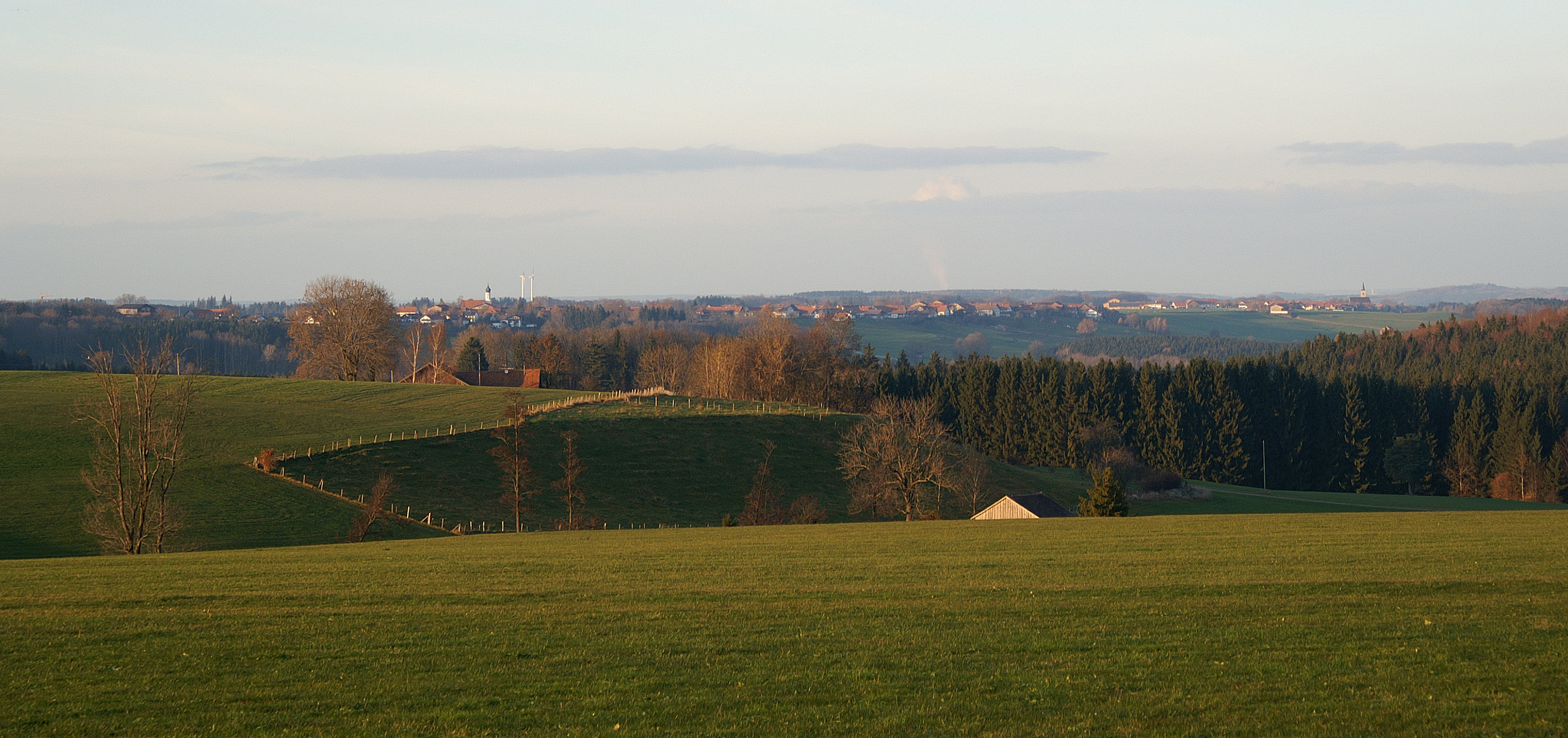
Oberegg und Unteregg von Süden
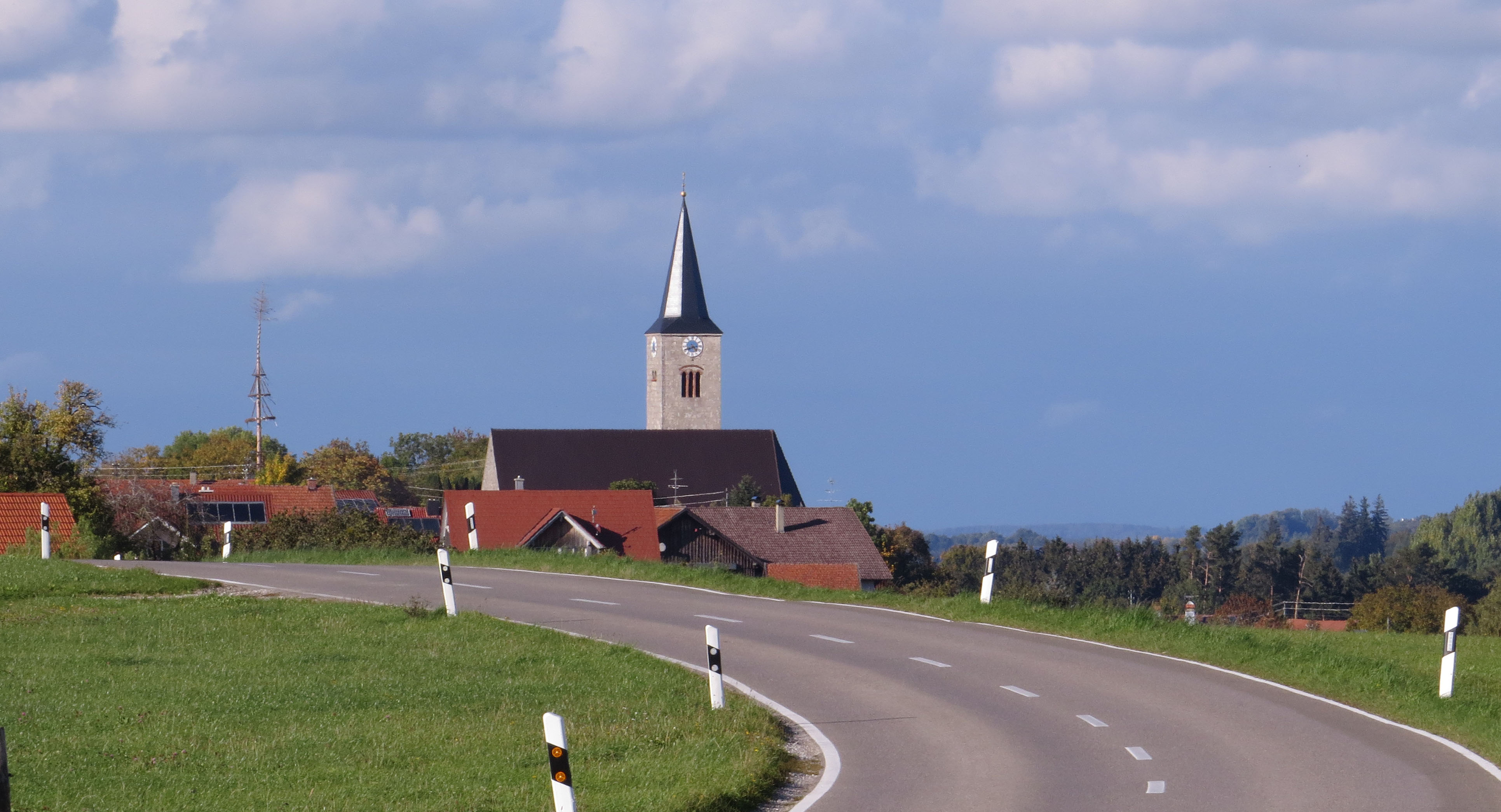
Unteregg von Süden
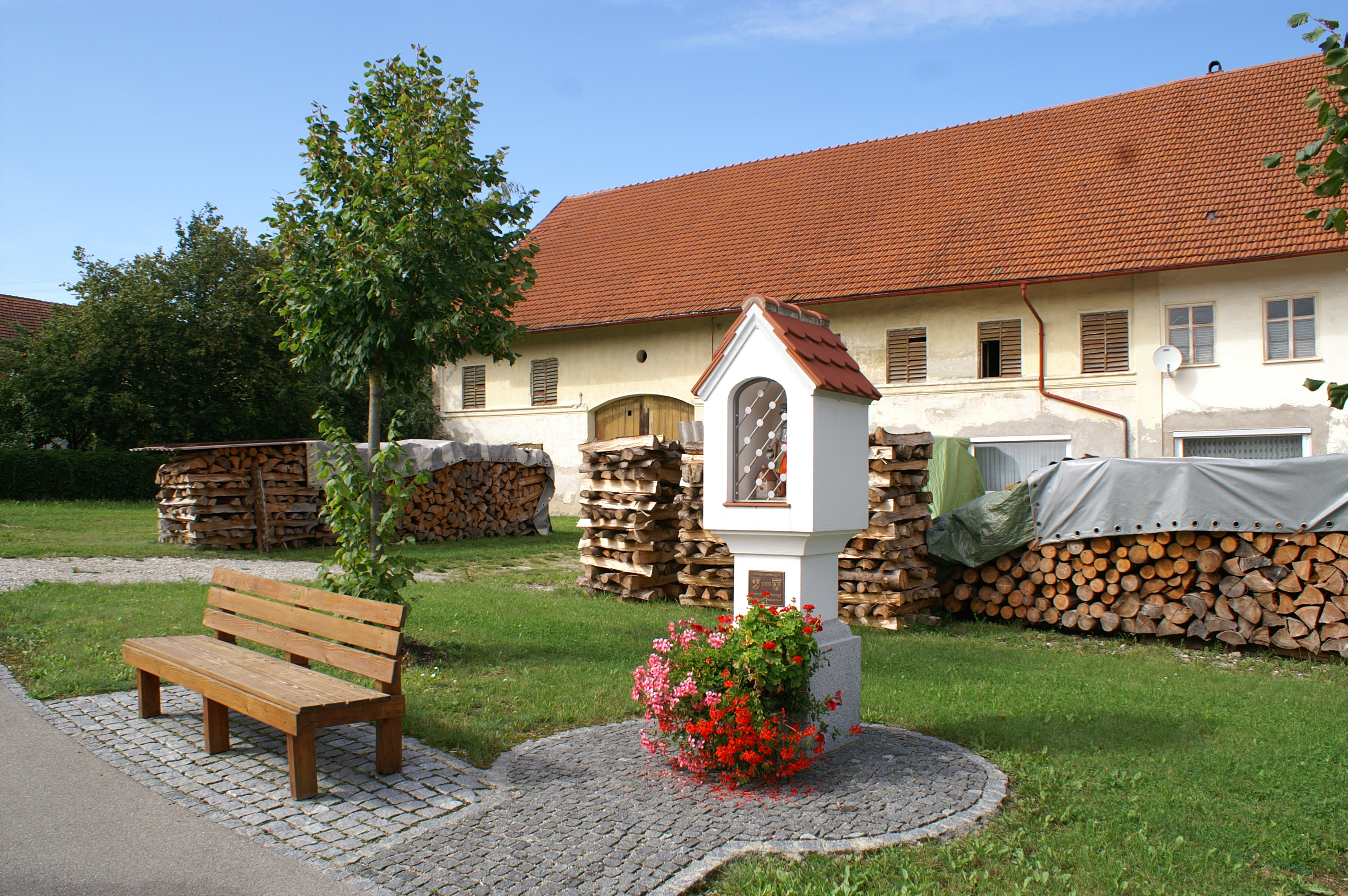
Bildstock in Unteregg

## Wirtschaft und Infrastruktur

### Wirtschaft einschließlich Land- und Forstwirtschaft
Am 30. Juni 2018 gab es in der Gemeinde 136 sozialversicherungspflichtige Arbeitsplätze; von der Wohnbevölkerung standen 572 Personen in einer versicherungspflichtigen Beschäftigung, so dass die Zahl der Auspendler um 436 höher war. Die 52 landwirtschaftlichen Betriebe bewirtschafteten eine Fläche von 1482 Hektar (Stand 2016).

### Verkehr
Durch Unteregg führt die sogenannte Mindeltalstraße, die quer durch das Mindeltal führt.

### Bildung
Es gibt zwei Kindertageseinrichtungen mit 50 Plätzen und 47 betreuten Kindern (Stand: 1. März 2019).

## Persönlichkeiten
- Johann Anwander (1715–1770), Rokokomaler und Freskant, geboren in Unteregg
- Johann Nepomuk Holzhey (1741–1809), Orgelbauer, geboren in Rappen
- Angelika Lutz (* 1949), Anglistin und Hochschullehrerin, geboren in Oberegg